# 奪命頭條
是一部2015年上映的韓國犯罪懸疑片，由《戀愛的溫度》導演盧德執導，曹政奭、李美淑、李荷娜主演。該片講述記者許武赫得知自己一輩子只有一次的連環殺人案相關的獨家報導是史無前例的失誤後，在無法挽回的情況下，正如他所誤報的那樣，案件真實地發生了並漸漸變得嚴重的故事。

## 演員陣容

### 主要角色
- 曹政奭 飾演 許武赫，因為報導得罪廣告主而面臨失業的記者。
- 李美淑 飾演 白局長，武赫的上司，新聞局局長。
- 李荷娜 飾演 秀珍，武赫的妻子，被迫捲入丈夫引發的連環殺人案件。

### 其他角色
- 金義聖 飾演 文理事
- 裴晟佑 飾演 吳警察
- 金大明 飾演 勇敢的市民
- 太仁鎬 飾演 劉組長
- 尹多京 飾演 高館長
- 白鉉真 飾演 金作家
- Elok Pratiwi 飾演 克拉拉
- 朴采益 飾演 徐斗浩
- 金宰澈 飾演 李警察
- 李昌勋 飾演 外部記者
- 孫仁勇 飾演 外部記者
- 崔珉 飾演 CNBS主播
- 俞智賢 飾演 CNBS記者
- 李東勇 飾演 中年男人
- 金秀安 飾演 小不點

### 特別出演
- 金珉才 飾演 崔記者
- 崔炳模 飾演 電台DJ

## 榮譽

### 2016年
- 第34屆 布魯塞爾國際奇幻影展 懸疑競爭單元
- 第20屆 加拿大奇幻电影节 長篇電影單元
- 第18屆 烏迪內遠東電影節 韓國電影單元
- 第19屆 上海国际电影节 韓國電影單元

## 外部鏈接
- NAVER上《奪命頭條》的資料
- Daum上《奪命頭條》的資料

- 韩国电影数据库（KMDb）上《奪命頭條》的資料
- 《奪命頭條》在HanCinema的页面（英文）